# Eleginus
Eleginus es un género de peces gadiformes de la familia Gadidae.

## Especies
Se reconocen las siguientes especies:
- Eleginus gracilis
- Eleginus nawaga